# Бхайбанд
Бхайбанд (букв. «братство») — подгруппа в индуистском синдхийском джати лохана. Происходят из мест на территории современных Индии и Пакистана.

## История
Регион Синд с 711 года находился под властью различных династий мусульманских правителей, в 1843 году был завоёван британцами и стал частью Бомбейского президентства. В тот период индуисты/индусы были значимым меньшинством населения региона, но трудно точно сказать, какую часть населения они составляли до получения Индией независимости в 1947 году. Марк-Антоний Фальзон (англ. Mark-Anthony Falzon) отмечает, что «из-за изменений критериев категоризации и сложностей переписной политики в целом, данные переписей населения, проводимых раз в десять лет колониальными властями Синда до получения независимости, следует читать с осторожностью». Но среди индусов Синда тех времён большинство явно принадлежало к джати (касте) лохана, меньше их были бхатиями или брахманами.
Во времена британского правления среди наследственных социальных подгрупп — малых джати внутри большего джати лохана — бхайбанды были менее значимы для колониальных властей, чем более образованные амилы, занимавшие более высокое положение в обществе, но бхайбанды были богаче благодаря своему торговому бизнесу и мобильности. Кроме того, большинство бхайбандов, живших в Навабшахе, Тандо-Адаме, синдском Хайдарабаде и окрестностях этих городов, были потомственными заминдарами и джагирдарами, во времена мусульманского правления очень уважаемыми в обществе, несмотря на религиозные различия. По мнению Фальзона, именно заработанное торговлей богатство было отличительной характеристикой, выделявшей бхайбандов среди других индусов/индуистов Синда.
В большинстве случаев бхайбанды вступают в брак с бхайбандками. Но браки между разными джати лоханы — амилами, бхайбандами и сахити — не исключаются, хотя встречаются намного реже. В целом, традиционная социальная изоляция между варнами/кастами и даже между разными джати одной варны, запрещающая не только вступление в брак, но также совместные религиозные обряды и совместный приём пищи представителями разных социальных групп, строго соблюдавшаяся в Южной Индии, в Синде не играла такой большой роли. Тем не менее, иерархия существовала и там и, согласно Фальзону, сохраняется по сей день, и амилы по-прежнему ставят бхайбандов ниже себя, считают их неотёсанными людьми с дурными эстетическими вкусами, склонными кичиться своим богатством. Бхайбанды же считают амилов раболепными, целиком зависимыми от правителей и правительств, и сомневаются в способности амилов самостоятельно добиваться успеха и хорошо зарабатывать.

## Пояснения
1. ↑  англ. Hindus может быть переведено как «индийцы», «индусы» или «индуисты». Из контекста трудно понять, какое значение имеется ввиду. Возможно, те люди не разделяли этническую, религиозную и государственную принадлежность.
2. ↑  Фальзон отмечает, что торговцы в малых населённых пунктах могли называться «банья» (bania) или «хатванья» (hatvania). При том неясно, можно ли отнести эти наименования к бхайбандам[3]